# Coca-Cola İçecek
Coca-Cola İçecek A.Ş. (CCI) är en turkisk multinationell dryckestillverkare som producerar och distribuerar olika produkter som läskedrycker, energidrycker, juicer, fruktdrycker och vatten från olika uppdragsgivare, dock främst från den amerikanska multinationella dryckestillverkaren The Coca-Cola Company. Företaget säljer sina drycker i åtta asiatiska och två europeiska länder.
CCI har sitt ursprung från 1996 när The Coca-Cola Company och det turkiska bryggeriet Anadolu Efes grundade ett samriskföretag om att producera och sälja Coca-Cola-produkter inom Turkiets gränser. Två år senare tog samriskföretaget även över Coca-Cola-tillverkningen från Efes konkurrent E.Özgörkey Grubu, detta resulterade att man hade 100% kontroll över tillverkningen och försäljningen av Coca-Colas produkter. 2000 omvandlades samriskföretaget till dagens företag.
För 2017 omsatte de omkring 8,5 miljarder turkiska lira och hade en personalstyrka på 8 097 anställda. Huvudkontoret ligger i Istanbul.

## Länder
De säljer i följande länder:
| - Azerbajdzjan - Irak - Jordanien - Kazakstan - Kirgizistan | - Pakistan - Syrien - Tadzjikistan - Turkiet - Turkmenistan |

## Varumärken
Ett urval av varumärken som de producerar/säljer:
- Bonaqua
- Burn
- Cappy
- Coca-Cola
- Coca-Cola Light
- Coca-Cola Zero
- Diet Coke
- Fanta
- Fuse Tea
- Monster Energy
- Powerade
- Schweppes
- Sprite
- Sprite 3G
- Sprite Light
- Sprite Zero